# Aname ellenae
Espèce
Aname ellenae est une espèce d'araignées mygalomorphes de la famille des Anamidae.

## Distribution
Cette espèce est endémique du Pilbara en Australie-Occidentale,. Elle se rencontre vers Onslow et Warrawagine.

## Description
Le mâle holotype mesure 17,0 mm.

## Étymologie
Cette espèce est nommée en l'honneur d'Ellen Harvey.

## Publication originale
- Harvey, Framenau, Wojcieszek, Rix & Harvey, 2012 : Molecular and morphological characterisation of new species in the trapdoor spider genus Aname (Araneae: Mygalomorphae: Nemesiidae) from the Pilbara bioregion of Western Australia. Zootaxa, no 3383, p. 15-38.